# Archidiacre
Un archidiacre est un vicaire épiscopal à qui l'évêque confie la mission de le seconder sur une portion territoriale de son diocèse appelée  archidiaconé (regroupant plusieurs doyennés, eux-mêmes composés de plusieurs paroisses). Pour cela il reçoit délégation des responsabilités de l'évêque sur ce territoire.

## Étymologie
Archidiacre a pour origine le nom grec διάκονος (diakonos) joint au préfixe grec ἀρχι- (archi-), qui est un dérivé de ἄρχω (árkhô).
Diakonos signifie « serviteur » et a donné le nom diacre en français par le latin diaconus. Le préfixe archi- signifie « commencer, mener, gouverner ». Il sert donc à marquer la prééminence ou la supériorité de l'attribut.
Un archidiacre est donc à l’origine un diacre qui possède une certaine prééminence sans toutefois préciser la nature de cette dernière qui peut être symbolique ou réelle.

## Historique
Clef de voûte du système gouvernemental des diocèses, la fonction d'archidiacre était d'abord confiée à des diacres. Rapidement, les évêques les nomment parmi les prêtres de leur chapitre.
Principaux acteurs de l'administration diocésaine du XIe au XVIIIe siècle, notamment en France, les archidiacres étaient les bras droits des évêques et leurs représentants directs dans les paroisses, notamment en matière de contrôle.
Chargés d'arbitrer les conflits et d'administrer le temporel du diocèse, des circonscriptions leur ont très tôt été personnellement attribuées : les archidiaconés (sorte de petits diocèses). Surtout dans un diocèse vaste et à une époque où les communications étaient si difficiles, l’évêque visitait rarement les diverses paroisses soumises à sa juridiction. Il était aidé dans son administration par les archidiacres et les doyens.
Il leur était demandé de visiter toutes les paroisses du ressort de ce territoire, d'établir un procès-verbal de visite en y mentionnant l'état de l'église paroissiale (propreté, mobilier), d'inventorier les objets nécessaires au culte catholique et de questionner le curé ou le doyen de l'état spirituel des paroissiens. Cette mesure de contrôle a perduré en France jusqu'à la Révolution française.
Les archidiacres dont le pouvoir était primitivement assez étendu, perdirent beaucoup de leur autorité au XIIe siècle, par l’établissement de l’Officialité diocésaine, et au XIVe siècle, par l’institution du vicaire général. Ils n’avaient plus guère qu’un titre honorifique à partir du XVe siècle. Toutefois, ils avaient gardé l’inspection de leur archidiaconé dont ils devaient faire la visite tous les ans. C’était à eux aussi que les collateurs de cures présentaient leurs candidats. Ils procédaient à l’information canonique, et s’ils les jugeaient aptes, ils les envoyaient à l’évêque qui leur donnait l’investiture par l’anneau.
Les doyens étaient élus par leurs collègues du doyenné et confirmés par l’évêque. Chaque année, au retour du grand synode ou synode diocésain, ils tenaient le synode décanal ou rural ; là ils communiquaient aux prêtres les instructions de l’évêque et leur remettaient les Saintes Huiles. Quand les curés présentés par les collateurs avaient été examinés par l’archidiacre et agréés par l’évêque, c’était le doyen qui se chargeait de leur installation.
C'est parmi les archidiacres que les chapitres cathédraux avaient pris l'habitude de désigner les évêques. En France, cela fut possible jusqu'au concordat de Bologne, en 1516. En outre, les archidiacres étaient souvent désignés parmi les prêtres issus d'importantes familles de la noblesse, ou parmi les plus lettrés. Choisis pour leur culture ecclésiale et littéraire autant que pour leurs qualités administratives, ils faisaient de la fonction d'archidiacre l'un des marchepieds de l'ordre épiscopal.

## Dans le catholicisme d'après Vatican II
Les archidiacres sont des diacres qui ont reçu une mission spéciale de la part de l'évêque diocésain, comme la gestion du patrimoine, la fonction d'économe général du diocèse ou toute autre fonction administrative ou pastorale au service du clergé.
Le rôle des archidiacres a été dévolu, dans certains pays, aux vicaires généraux. La visite des paroisses est revenue à l'évêque, mais ils restent les représentants de l'évêque dans une partie déterminée du diocèse.

## Dans l'orthodoxie

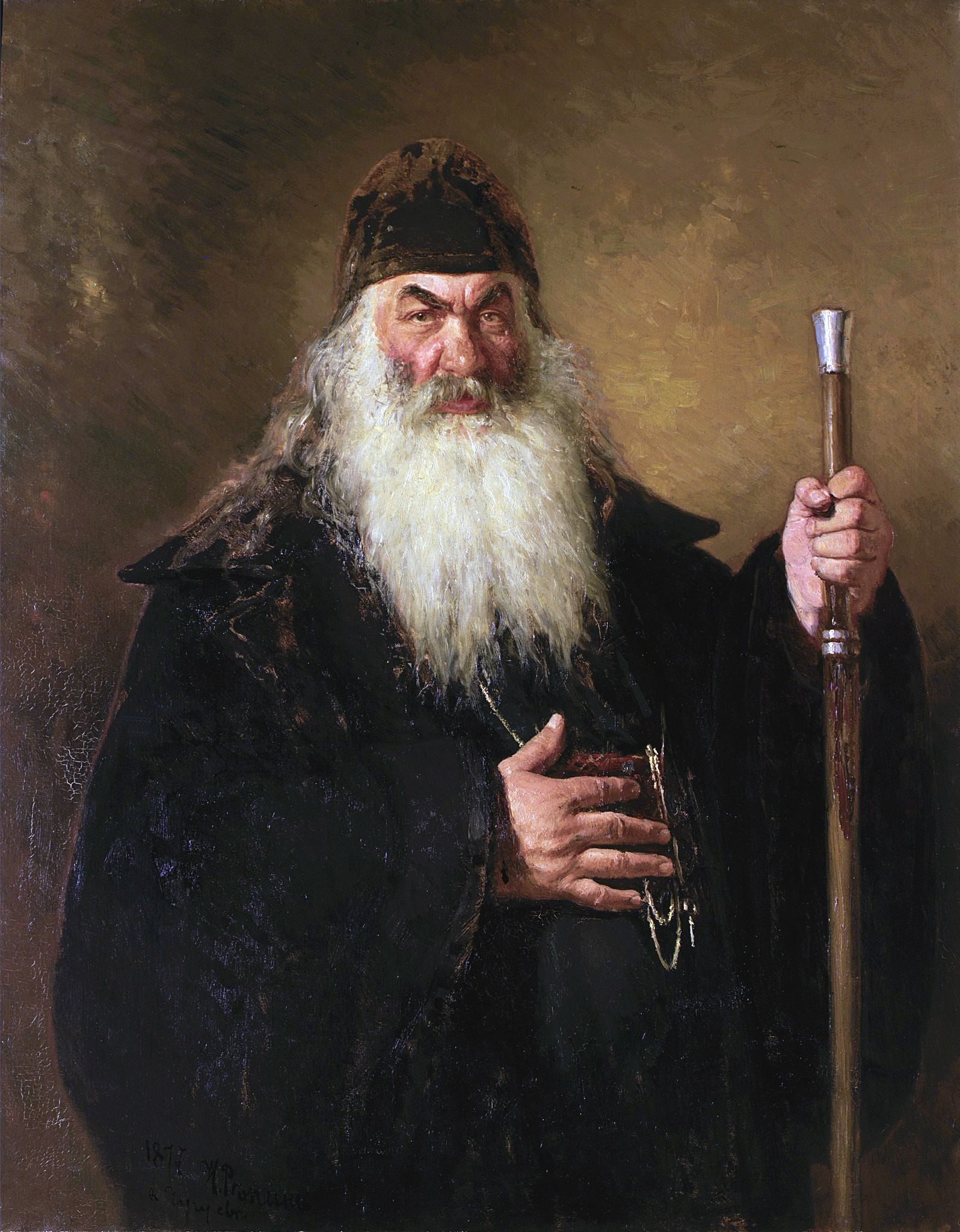
Portrait d'un archidiacre
Ilia Repine, 1877,
galerie Tretiakov, Moscou.

L'archidiacre est dans chaque diocèse le diacre attaché à l'évêque. Il l'accompagne dans ses déplacements et officie comme premier diacre dans les célébrations liturgiques en présence de l'évêque.
Dans l'église orthodoxe arménienne et l’Église syriaque orthodoxe, le titre d'archidiacre est honorifique et est donné aux diacres ayant passé un certain nombre d'années au service d'une paroisse dans le diaconat. C'est l’évêque qui confère le titre. L’archidiacre a dès lors le privilège de porter la couronne sacerdotale (des prêtres) pendant les Divines Liturgies, mais uniquement aux grandes fêtes s'il le souhaite. En revanche, elle peut être obligatoire pendant celle de saint Étienne, martyr et premier diacre de l'église naissante.

## Dans le protestantisme
La fonction d'archidiacre existe au sein de l'anglicanisme. La première femme archidiacre est Sheila Watson, ordonnée archidiacre par l'archevêque de Canterbury Rowan Williams, le 28 avril 2007.

## Archidiacres notables
Plusieurs archidiacres sont des personnalités notables, dont des catholiques :
- Laurent de Rome, le premier des sept archidiacres nommés par Sixte II en 257; martyrisé par l'empereur Valérien.
- Bernard de Menthon, chanoine d'Aoste[réf. nécessaire] ;
- Lucien Bonaparte,  grand oncle de l'empereur Napoléon Ier ;
- Cyran, archidiacre de Tours;
- Étienne de Senlis, archidiacre de Notre-Dame de Paris puis évêque de Paris ;
- Henri de Huntingdon historien et archidiacre de Huntingdon ;
- Jacques Pantaleon, né à Troyes, a été archidiacre de Liège, élu pape en 1261 sous le nom de Urbain IV ; très lié à Ève, recluse de Saint-Martin amie de sainte Julienne, c'est lui qui institua la Fête-Dieu[1].

On connaît aussi une personnalité anglicane : Richard Grey, anglican, auteur de « Memoria Technica » ;

### Articles liés
- Archidiaconé
- Diacre